# Château-Bréhain
Pour les articles homonymes, voir Château (homonymie), Bréhain et Bréhain-la-Ville.
Château-Bréhain est une commune française située dans le département de la Moselle, en région Grand Est.

## Géographie
Le territoire communal est délimité au nord par la Nied française.

### Communes limitrophes
|      | Chicourt        | Bréhain |
| Oron | Château-Bréhain | Dalhain |
|      | Vannecourt      |         |

### Hydrographie
La commune est située dans le bassin versant du Rhin au sein du bassin Rhin-Meuse. Elle est drainée par la Nied, le ruisseau de St-Vendelin et le ruisseau le Grand le ruisseau.
La Nied, d'une longueur totale de 96,7 km, prend sa source dans la commune de Marthille, traverse 47 communes françaises, puis poursuit son cours en Allemagne où elle se jette dans la Sarre.

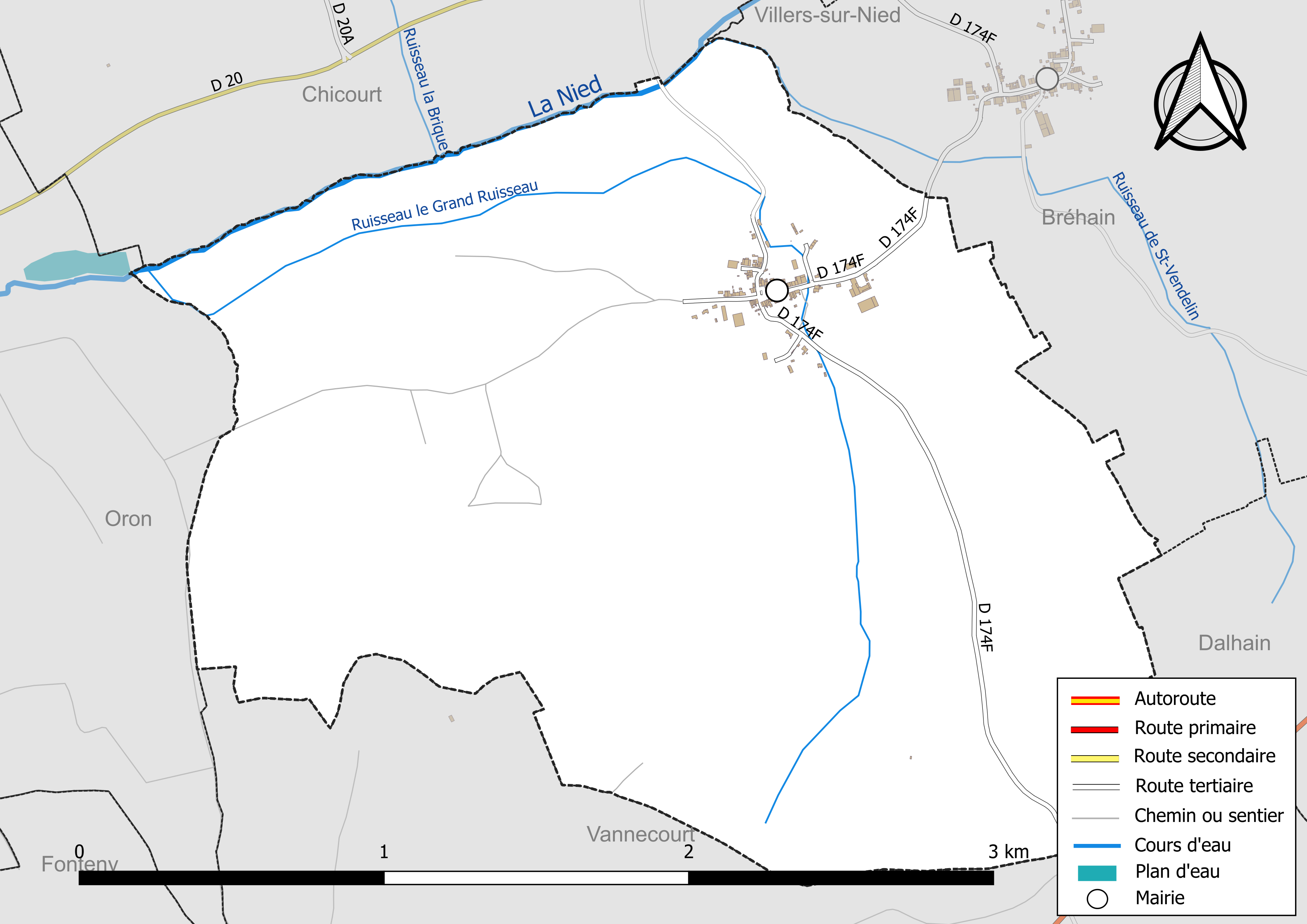
Réseaux hydrographique et routier de Château-Bréhain.

La qualité des eaux des principaux cours d’eau de la commune, notamment de la Nied, peut être consultée sur un site spécial géré par les agences de l’eau et l’Agence française pour la biodiversité.

### Climat
Pour des articles plus généraux, voir Climat du Grand Est et Climat de la Moselle.
En 2010, le climat de la commune est de type climat des marges montargnardes, selon une étude du Centre national de la recherche scientifique s'appuyant sur une série de données couvrant la période 1971-2000. En 2020, Météo-France publie une typologie des climats de la France métropolitaine dans laquelle la commune est exposée à un climat semi-continental et est dans la région climatique  Lorraine, plateau de Langres, Morvan, caractérisée par un hiver rude (1,5 °C), des vents modérés et des brouillards fréquents en automne et hiver. 
Pour la période 1971-2000, la température annuelle moyenne est de 9,7 °C, avec une amplitude thermique annuelle de 16,9 °C. Le cumul annuel moyen de précipitations est de 791 mm, avec 11,5 jours de précipitations en janvier et 9,3 jours en juillet. Pour la période 1991-2020, la température moyenne annuelle observée sur la station météorologique de Météo-France la plus proche, « Lesse_sapc », sur la commune de Lesse à 7 km à vol d'oiseau, est de 10,7 °C et le cumul annuel moyen de précipitations est de 694,0 mm. 
La température maximale relevée sur cette station est de 40 °C, atteinte le 25 juillet 2019 ; la température minimale est de −20,7 °C, atteinte le 20 décembre 2009,,. 
Les paramètres climatiques de la commune ont été estimés pour le milieu du siècle (2041-2070) selon différents scénarios d'émission de gaz à effet de serre à partir des nouvelles projections climatiques de référence DRIAS-2020. Ils sont consultables sur un site spécial publié par Météo-France en novembre 2022.

## Urbanisme

### Typologie
Au 1er janvier 2024, Château-Bréhain est catégorisée commune rurale à habitat dispersé, selon la nouvelle grille communale de densité à sept niveaux définie par l'Insee en 2022.
Elle est située hors unité urbaine et hors attraction des villes,.

### Occupation des sols
L'occupation des sols de la commune, telle qu'elle ressort de la base de données européenne d’occupation biophysique des sols Corine Land Cover (CLC), est marquée par l'importance des territoires agricoles (70 % en 2018), une proportion identique à celle de 1990 (70 %). La répartition détaillée en 2018 est la suivante : 
terres arables (42,2 %), forêts (30 %), prairies (23,7 %), zones agricoles hétérogènes (4,1 %). L'évolution de l’occupation des sols de la commune et de ses infrastructures peut être observée sur les différentes représentations cartographiques du territoire : la carte de Cassini (XVIIIe siècle), la carte d'état-major (1820-1866) et les cartes ou photos aériennes de l'IGN pour la période actuelle (1950 à aujourd'hui).

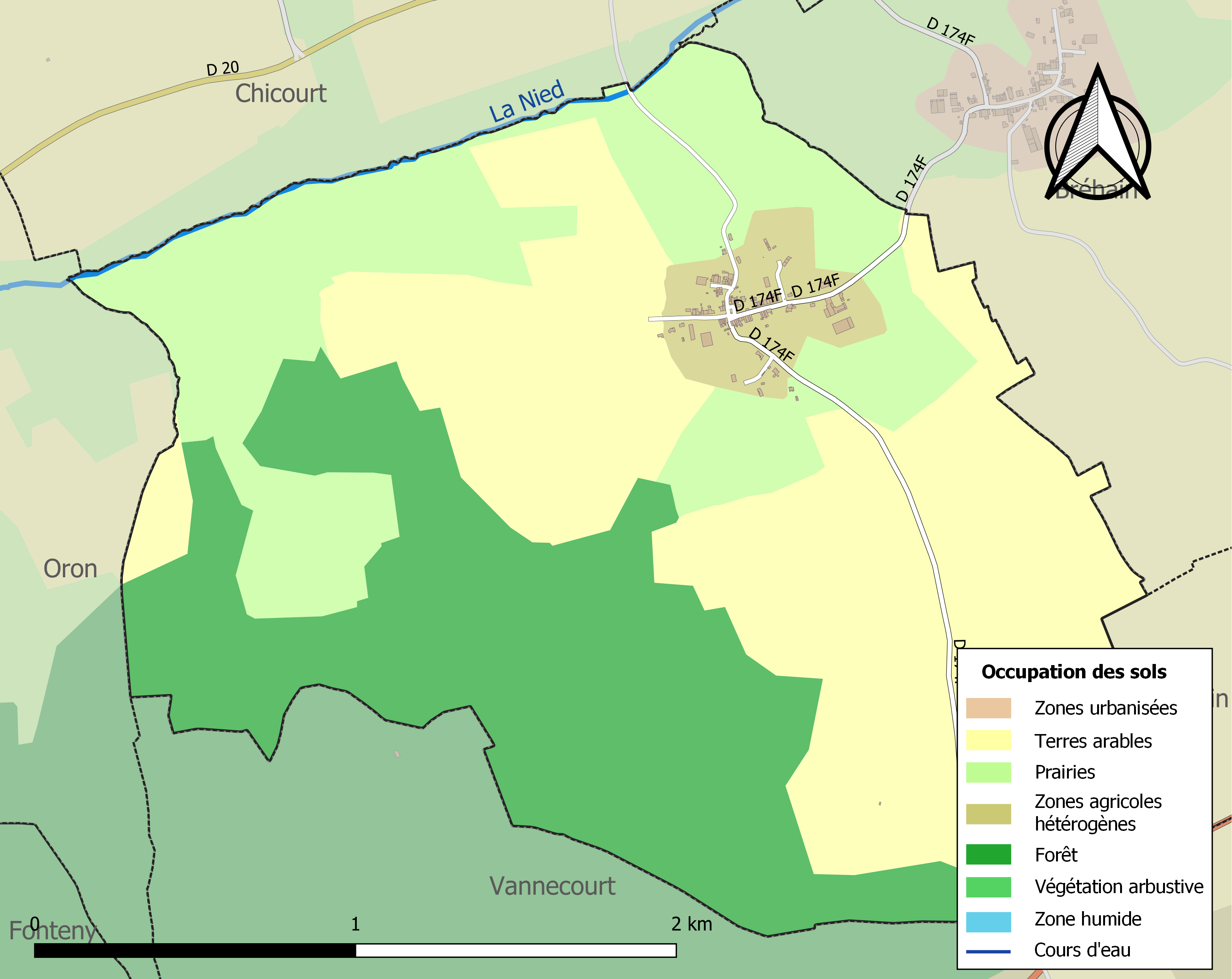
Carte des infrastructures et de l'occupation des sols de la commune en 2018 (CLC).

## Toponymie
Villa de Chestes (1218), Le Chastel de Chastelbrehain (1505), Chastelbreheim (1525), Chasteaubrhan et Chasteau-Brehan (1525), Bruch-Kastel (1915-1918 et 1940-1944).
Au cours de la Révolution française, la commune porte le nom de Bréhain-Bas.

### Sobriquets
Les bicawés de Chèté (les têtards de Château–Bréhain), Les habitants de ce village sont des pécheurs adroits de grenouilles, leur plat favori, dit-on, était le pâté de grenouilles. 

Lés nôres bodates (les noirs nombrils). Le terme fait allusion au manque de propreté des anciennes générations du lieu.

## Histoire
La seigneurie relevait, à partir du XIVe siècle, de la famille Bayer de Boppart dont deux membres furent évêques de Metz. Seigneurie de la famille Créhange au XVIe siècle.
En 1335, Adémare, évéque de Metz, loua à Pierre de Bar, seigneur de Pierrefort, différents domaines, entre autres Chastel et Bréhin. Ce lieu était la demeure ordinaire des Bayer, maison illustre dont quelques membres occupèrent le siège épiscopal de Metz. En 1442, plusieurs de ces seigneurs, ligués avec d'autres chefs de bandes, étant venus jusqu'à Ancerville où ils brûlèrent quinze maisons, furent poursuivis par les Messins, qui les battirent près de Château-Bréhain et
qui quelques années plus tard pillèrent et brulèrent le château des Bayer.
Dépendait en 1710 de la prévôté et bailliage de Pont-à-Mousson, puis à partir de 1751 du bailliage de Château-Salins, sous la coutume de Saint-Mihiel.
Le château tomba en ruine au début XIXe siècle ; celles-ci encore visibles.
De 1790 à 2015, Château-Bréhain était une commune de l'ancien canton de Delme.
Dame des bois à la Promenciale.[Quoi ?]

## Politique et administration
| Période                                  | Période  | Identité        | Étiquette | Qualité |
| ---------------------------------------- | -------- | --------------- | --------- | ------- |
| Les données manquantes sont à compléter. |          |                 |           |         |
| 1971                                     | 2014     | Michel Silly    | SE        |         |
| 2014                                     | mai 2020 | Martial Colasse |           |         |
| mai 2020                                 | En cours | Jean-Paul Petit |           |         |

## Démographie
L'évolution du nombre d'habitants est connue à travers les recensements de la population effectués dans la commune depuis 1793. Pour les communes de moins de 10 000 habitants, une enquête de recensement portant sur toute la population est réalisée tous les cinq ans, les populations de référence des années intermédiaires étant quant à elles estimées par interpolation ou extrapolation. Pour la commune, le premier recensement exhaustif entrant dans le cadre du nouveau dispositif a été réalisé en 2006.

En 2022, la commune comptait 70 habitants, en évolution de −7,89 % par rapport à 2016 (Moselle : +0,52 %, France hors Mayotte : +2,11 %).
| 1793 | 1800 | 1806 | 1821 | 1831 | 1836 | 1841 | 1846 | 1851 |
| ---- | ---- | ---- | ---- | ---- | ---- | ---- | ---- | ---- |
| 334  | 334  | 384  | 402  | 459  | 428  | 403  | 395  | 374  |

| 1856 | 1861 | 1871 | 1875 | 1880 | 1885 | 1890 | 1895 | 1900 |
| ---- | ---- | ---- | ---- | ---- | ---- | ---- | ---- | ---- |
| 381  | 381  | 338  | 297  | 262  | 270  | 249  | 227  | 195  |

| 1905 | 1910 | 1921 | 1926 | 1931 | 1936 | 1946 | 1954 | 1962 |
| ---- | ---- | ---- | ---- | ---- | ---- | ---- | ---- | ---- |
| 173  | 164  | 153  | 153  | 146  | 142  | 102  | 107  | 103  |

| 1968 | 1975 | 1982 | 1990 | 1999 | 2006 | 2011 | 2016 | 2021 |
| ---- | ---- | ---- | ---- | ---- | ---- | ---- | ---- | ---- |
| 92   | 70   | 76   | 76   | 82   | 74   | 77   | 76   | 72   |

| 2022 | - | - | - | - | - | - | - | - |
| ---- | - | - | - | - | - | - | - | - |
| 70   | - | - | - | - | - | - | - | - |

## Culture locale et patrimoine

### Héraldique
| Blason de Château-Bréhain | Blason  | D'or à la tour donjonnée mouvant d'une champagne crènelée de gueules, le donjon sommé d'une bannière de gueules à deux saumons adossés d'argent. |
| Blason de Château-Bréhain | Détails | |

### Lieux et monuments

#### Édifices civils
- Ruines du château XIVe siècle, détruit par les Messins en 1443 et reconstruit : pilier de pierres ciselées, deux gargouilles en réemploi sur une façade.
- Monument ossuaire militaire (combats du 20 août 1914).

#### Édifice religieux
- Chapelle Saint-Simon-et-Saint-Jude (XVIIIe siècle).

### Personnalités liées à la commune
- Christophe Vitoux, né en 1563, châtelain de Château-Bréhain et anobli en 1616.